# Moechotypa coomani
Moechotypa coomani är en skalbaggsart som beskrevs av Maurice Pic 1934. Moechotypa coomani ingår i släktet Moechotypa och familjen långhorningar.
Artens utbredningsområde är Laos. Inga underarter finns listade i Catalogue of Life.